# Claudine Witsen Elias
Claudina Marie (Claudine) Witsen Elias (Den Haag, 10 september 1897 – aldaar, 10 december 1988) was een Nederlands voordrachtskunstenares en sopraan/alt
Claudine was jonkvrouw binnen het geslacht Elias. Ze was dochter van Jan Willem Witsen Elias en Wilhelmina Johanna Gann Dun. Zelf bleef ze ongehuwd.
Ze wilde zangeres worden en kreeg muziekles aan het Haags Conservatorium. Vervolglessen volgden van Ilona Durigo in het Zwitserse Zürich; er kwamen ook lessen in Wenen. Ze stond daarbij op enkele kleine podia. Ze vond echter de liedteksten maar matig en verdiepte zich in poëzie met name van vrienden Martinus Nijhoff en Adriaan Roland Holst. Het was ook Nijhoff die een gedicht liet beginnen met (aldus Keesing met Claudine in gedachten) 
Claudien, jij speelt piano, en ik zit. In de warande, en luister naar het zingen
Ze stond daarmee in belangrijker zalen, zoals in 1926 in Pulchri voor de Maatschappij tot Bevordering van Woordkunst. Ze was in de jaren twintig tot in de jaren vijftig regelmatig als zangeres of voordrachtskunstenaar op de radio te horen. Die activiteiten maakten in de periode 1942-1945 plaats voor de zogenaamde "zwarte avonden" in Amsterdam (illegale optredens tijdens verduistering).
Claudine Witsen Elias gaf voordrachtlessen aan zowel beroeps- als amateuracteurs. Leerling Elisabeth Keesing schreef een "In memoriam" in het NRC Handelsblad van 12 december 1988. Keesing leerde haar in 1948 kennen bij Arend en Teunke Hauer, ouders van Rutger Hauer. Ook Willy Brill, stem van 002 (tijdtelefoon), was leerlinge van haar.
Haar stem is bewaard gebleven via de single Vorstelijke stemmen in de serie Poëtische klanken uitgebracht door Philips Records waarop zij het Adieulied van Maria van Bourgondië en Klachte der Princesse van Orangiën van Pieter Corneliszoon Hooft voordraagt. Op de B-kant draagt Ton Lutz het Wilhelmus voor.  In dezelfde serie verscheen in 1960 een ep van haar met gedichten van eerder genoemde Nijhoff, onder andere Het lied der dwaze bijen.
Claudine Witsen Elias woonde enige tijd aan de Passeerdersgracht (14) en Prinsengracht (842) in Amsterdam, voordat ze weer naar Den haag verhuisde.